# Distrito de Mwanza
El distrito de Mwanza es uno de los veintisiete distritos de Malaui y uno de los doce de la Región del Sur. Cubre un área de 2.259 km² y alberga una población de 130 949 personas. La capital es Mwanza.
- Datos: Q797933